# 뮐레넨
뮐레넨(Mülenen)은 스위스 베른주 칸더탈의 해발692m의 작은 마을이다. 쥘트바흐를 따라가는 도로는 마을을 분리하고 또한 라이헨바흐 임 칸더탈과 슈피츠 근처 에시 사이의 시 경계이다. 뮐레넨은 스위스 베른고원의 뢰치베르크선에 있다. 마을에서 유럽에서 가장 긴 케이블카인 니젠반을 타고 니젠산으로 향한다.

## 역사
뮐레넨에는 중세의 뮐레넨성과 계곡을 가로질러 달린 레트치마우어가 있다. 후자는 1990년과 1995년에 베른주의 고고학 서비스에 의해 발견되어 보존되었다. 무엇보다도 성의 우물에서 화려하게 장식된 중세 목조 체스 조각이 발견되었다. 제2차 세계 대전의 뮐레넨 장애물은 지역적으로 중요한 군사 역사적 기념물로 간주된다.

## 갤러리

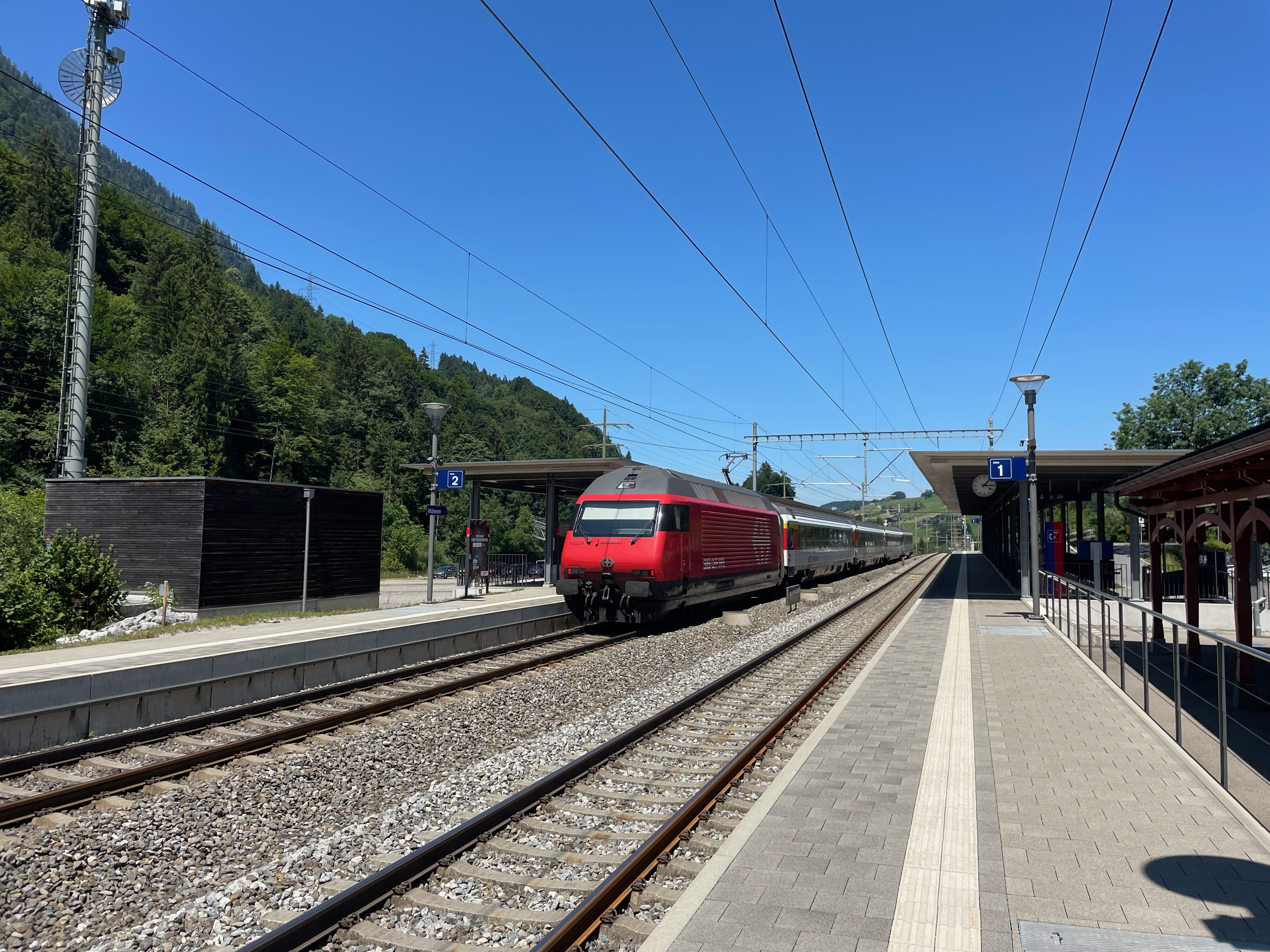
뮐레넨역
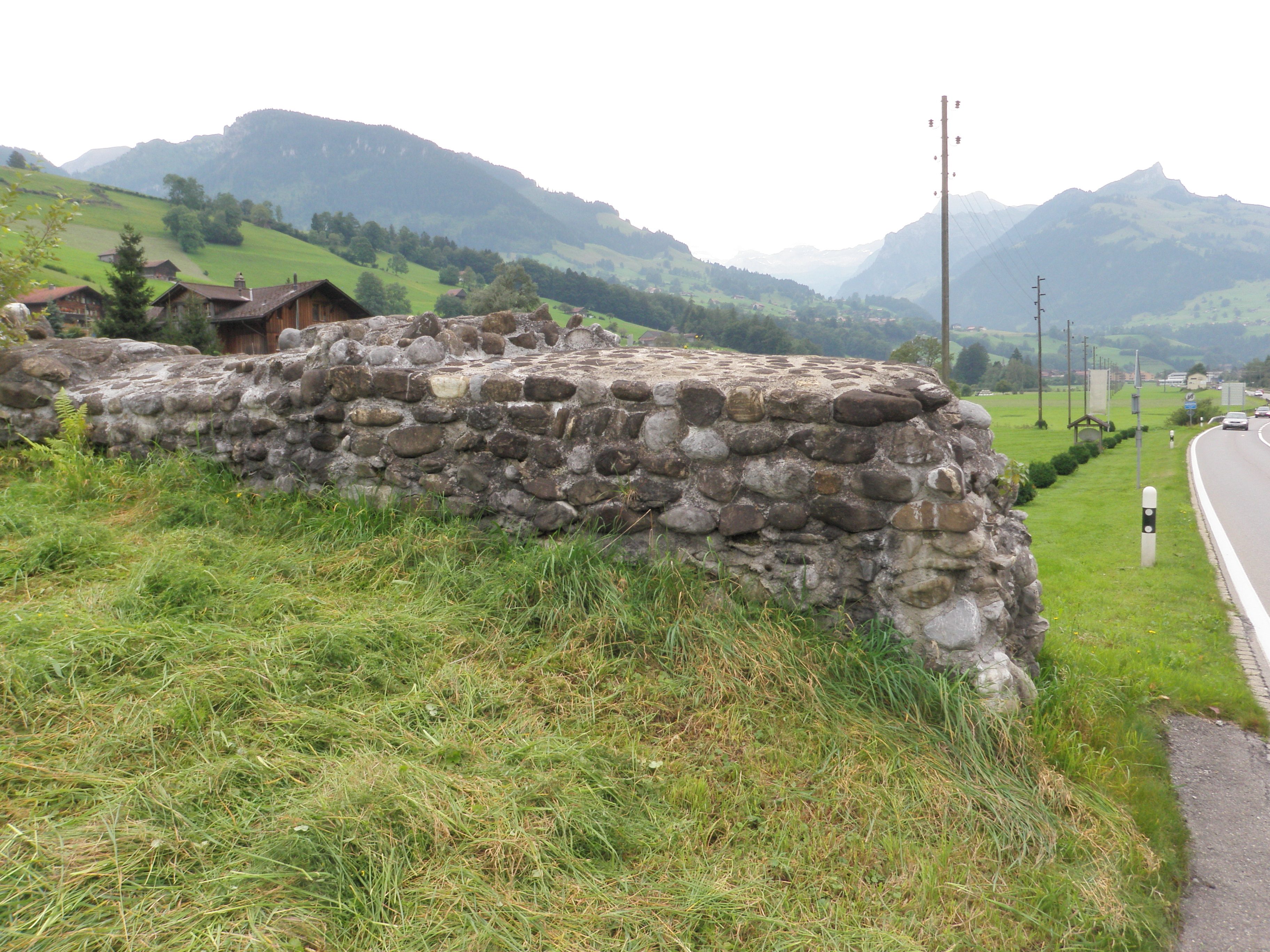
레트치마우어 바이 뮐레넨
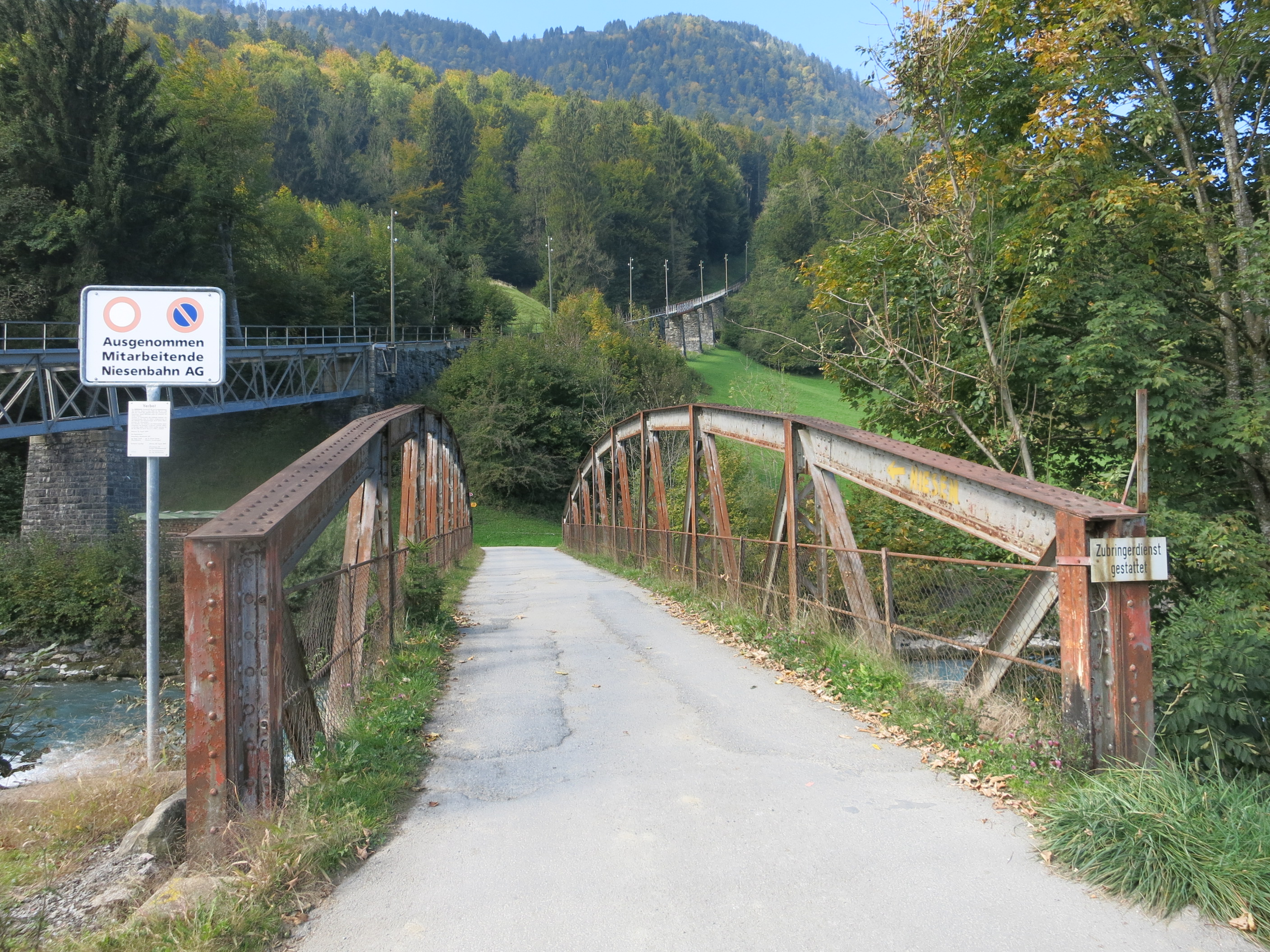
칸더강을 가로지르는 다리